# Aphrodita australis
Aphrodita australis — вид морских многощетинковых червей из семейства Aphroditidae.

## Строение
Тело взрослых червей имеет овальную форму, в длину может доходить до 15 см, а в ширину — до 6 см. Тело сегментированное и состоит из 35—40 сегментов, со спины прикрыто войлоком из тончайших, сильно переплетенных щетинок. Под этим войлоком, обычно покрытым илом, есть 15 пар полупрозрачных спинных чешуек. По бокам есть развитые пучки из очень крепких, длинных, слегка изогнутых щетинок, направленных назад и на спинную сторону червя, а также нежная бахрома из волосовидных щетинок, отливающих всеми цветами радуги.

## Распространение и образ жизни
Встречается в водах Австралии, Новой Зеландии, в Индийском океане и северо-западной части Тихого океана. В водах России обитает в Японском, юго-западной части Охотского морей и в Анадырском заливе. Живёт на глубине от 12 до 100 метров. Занесён в Красную книгу России.